# Zona Militar de Comodoro Rivadavia
La Zona Militar de Comodoro Rivadavia o Gobernación Militar de Comodoro Rivadavia fue una división administrativa de Argentina creada como zona militar en 1943 y convertida en gobernación militar por decreto-ley N.º 13 941 del 31 de mayo de 1944 del presidente de facto Edelmiro Farrell. Su capital fue la ciudad de Comodoro Rivadavia.
Para conformar esta zona les fueron segregados a los entonces territorios nacionales —actualmente provincias— del Chubut y Santa Cruz 55 418 km² y 42 330 km²; respectivamente; por ello, esta zona poseía una extensión total de 97 748 km². El Congreso de la Nación ratificó la creación mediante la Ley N.º 12 913 sancionada el 19 de diciembre de 1946.
Su creación tuvo como gran objetivo militarizar la región para proteger su riqueza en hidrocarburos frente a enemigos externos y al crecimiento de la militancia de la ideología de izquierda; considerada una amenaza geopolítica. La Zona Militar dejó de existir el 28 de julio de 1955.

## Antecedentes

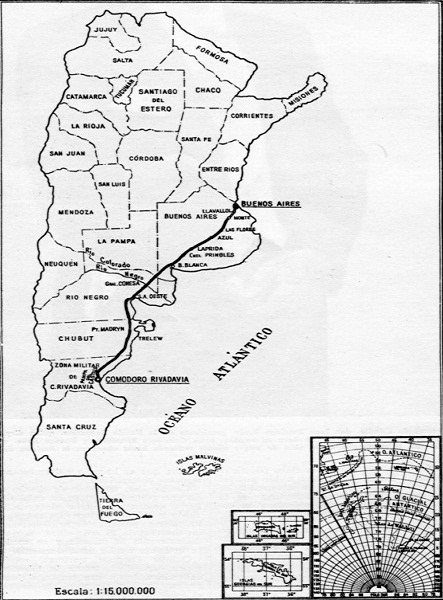
Plano del gran gasoducto Presidente Perón de Comodoro Rivadavia, cuando era capital de la Gobernación militar, a Buenos Aires

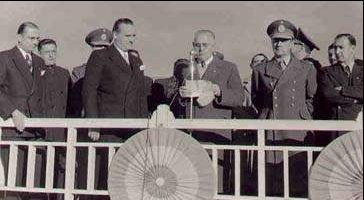
En uniforme el General Julio A. Lagos, durante un acto en YPF (Actual General Mosconi). El que habla es el Ingeniero Teodoro Platz en 1949.

Se han de entender principalmente en el contexto de la Segunda Guerra Mundial: la zona del golfo San Jorge era en ese entonces la principal productora de hidrocarburos fósiles (petróleo y gas) con que contaba Argentina, al mismo tiempo, era un territorio muy vulnerable a una invasión desde el océano.

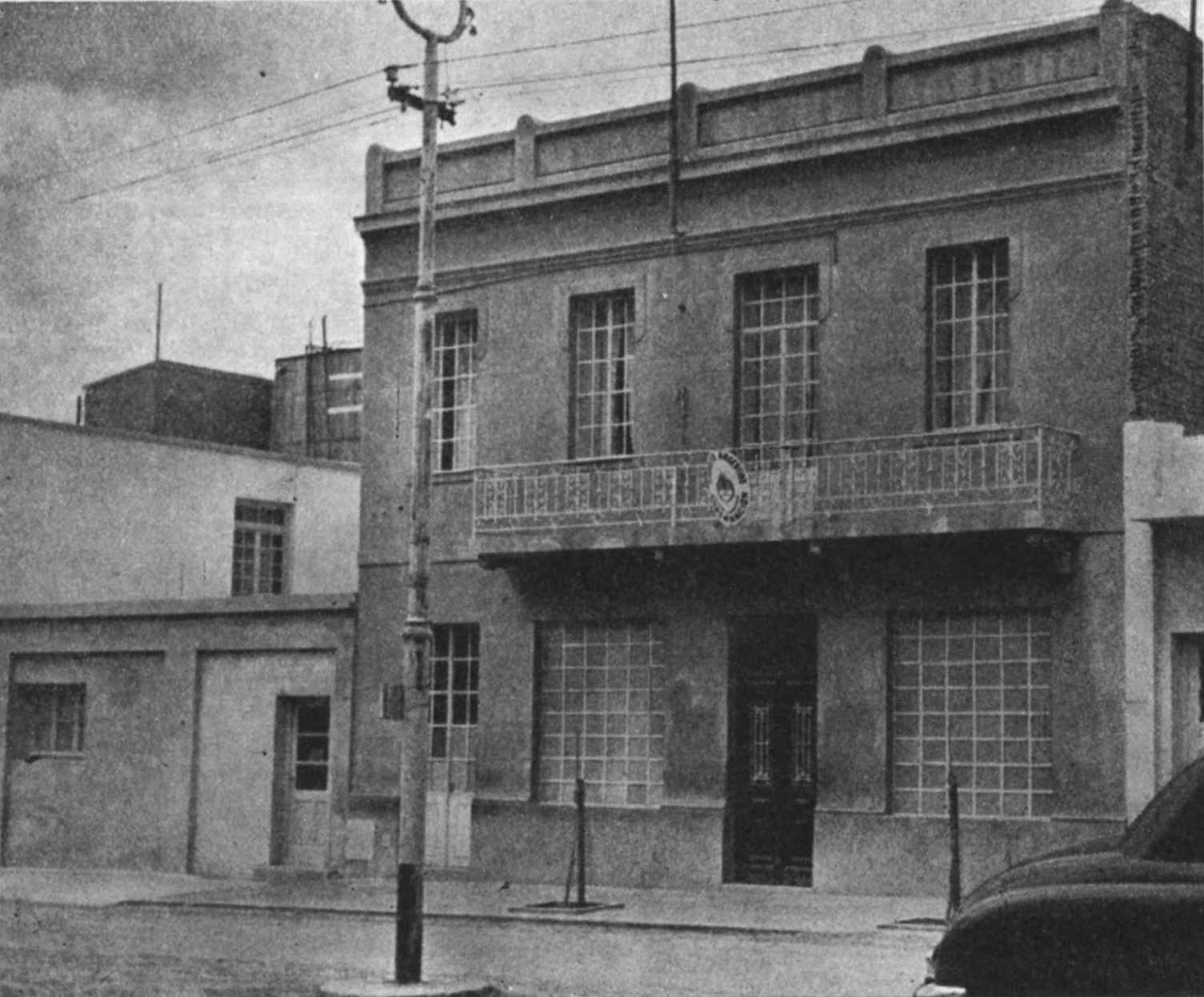
Primera sede provisional de la gobernación militar de Comodoro Rivadavia desde 1946 hasta la construcción de la sede definitiva en terrenos ganados al mar.

Otro motivo de los militares nacionalistas de esos años era su consideración de Patagonia como una zona estratégica por su ubicación, centro del Atlántico Sur, valiosa por la posesión de preciados recursos naturales: petróleo y gas.

## Creación
El antecedente inmediato a la fundación de la gobernación fue la constitución el 28 de febrero de 1942 del comando de la Agrupación Patagonia. Como comandante fue designado el coronel Ángel Solari.
Este jefe realizó importantes estudios respectivos a la seguridad de la región aledaña a Comodoro. Una vez recabada la información confeccionó un anteproyecto de seguridad estratégica de la zona petrolera. El Ministerio de Guerra y el Consejo de Defensa Nacional. En el transcurso de la evaluación se produjo el golpe de Estado de 1943 (el 4 de julio). Ante este hecho sucedió la coincidencia fortuita de tener un poder ejecutivo militar que terminó aprobando el proyecto.
La creación de la gobernación militar fue ejecutada por decreto N.º 13 941 el 31 de mayo de 1944 durante la presidencia de facto de Edelmiro J. Farrell.
Responde a estos planteos e implicará que los militares podrán aplicar sus ideas en la región sin oposición, pero también, se dio un proceso mediante el cual el Estado Nacional llevará adelante una serie de cambios estructurales que tendrán como consecuencia más destacable el apoyo de una población, que hasta el momento no había sido considerada como integrante de un proyecto nacional.
Además el respeto de las identidades e intereses locales, en tanto y en cuanto eran ciudadanos de un país organizado o miembros plenos de la comunidad organizada.

## Geografía
Este territorio especial se extendía desde la cordillera de los Andes hasta el océano Atlántico, teniendo su límite norte (es decir con Chubut) en el paralelo 44º 45'S (la totalidad de los actuales departamentos chubutenses de Río Senguer, Sarmiento y Escalante, así como la parte meridional del departamento llamado Florentino Ameghino estaba dentro de la ZMCR). Los límites meridionales (esto es, con el Territorio Nacional de Santa Cruz) estaban dados -de oeste a este- por la vaguada de los ríos Ecker y Pinturas luego consecutivamente, por la vaguada del río Deseado hasta el Atlántico.

## División administrativa

División departamental de la Zona Militar Comodoro Rivadavia.

La capital era la ciudad homónima de Comodoro Rivadavia, que daba nombre al territorio, aunque existía la intención de denominar al territorio "San Jorge", ya que la totalidad de sus costas correspondían al gran golfo homónimo.
Contaba de 12 departamentos:
- Sarmiento
- Camarones
- Pico Salamanca
- Pico Truncado
- Comodoro Rivadavia
- Puerto Deseado
- Las Heras
- Lago Buenos Aires
- Los Huemules
- Alto Río Mayo
- Río Mayo
- Alto Río Senguer

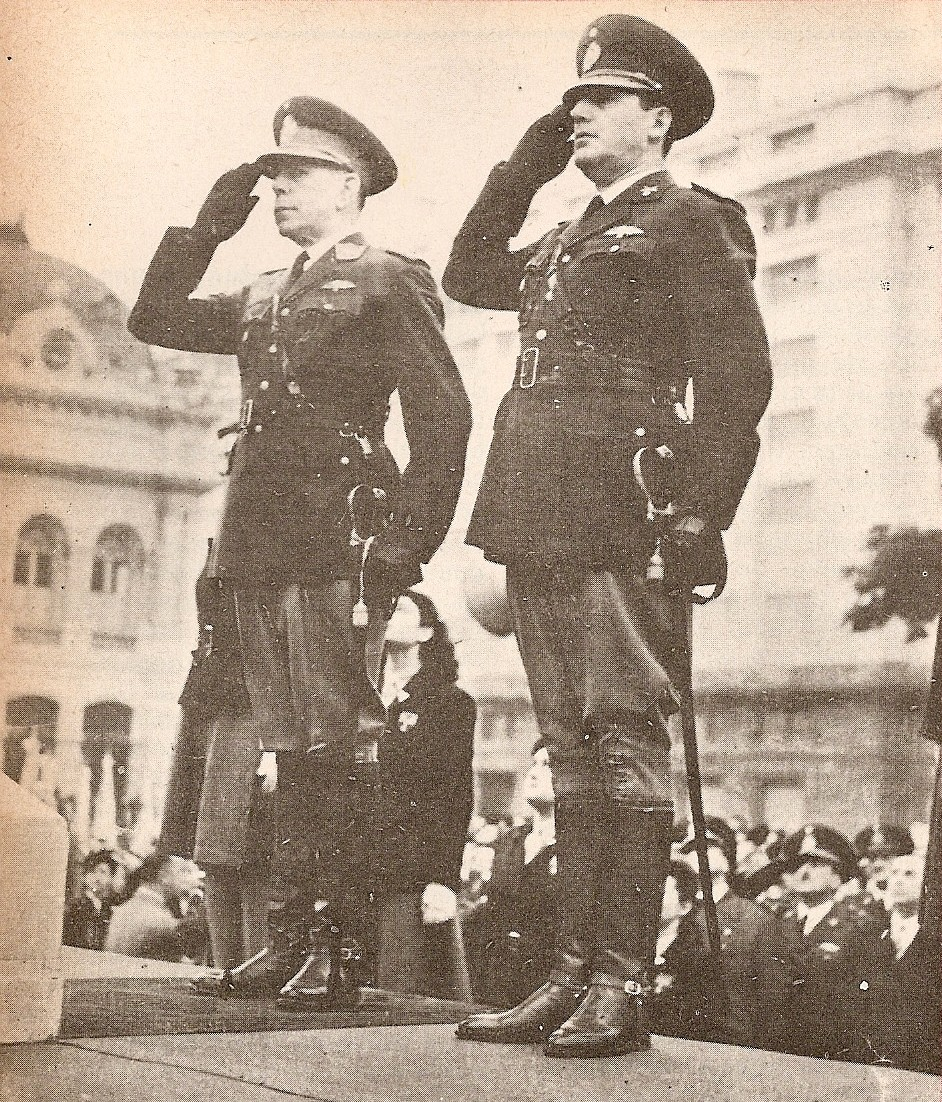
Los tenientes generales Edelmiro Julián Farrell y Juan Domingo Perón impulsaron el establecimiento y la formación de la Gobernación Militar de Comodoro Rivadavia. Perón en 1955 presentó un proyecto de ley que convirtió en provincia al territorio, inicialmente con el nombre de Patagonia, y después Santa Cruz.

De acuerdo a los datos que se manejaban en 1953, la Zona Militar contaba con 51.898 habitantes y hacia 2015 contaba con más de 366.243 habitantes.

## Acción política

### Obra pública
La gestión de los gobiernos militares significó una época de bonanza para las ciudades que lo integraban, especialmente su capital, además de una serie de realizaciones públicas, comprendidas, porque se concentraba en esta zona la mayor parte de la población de la Patagonia.

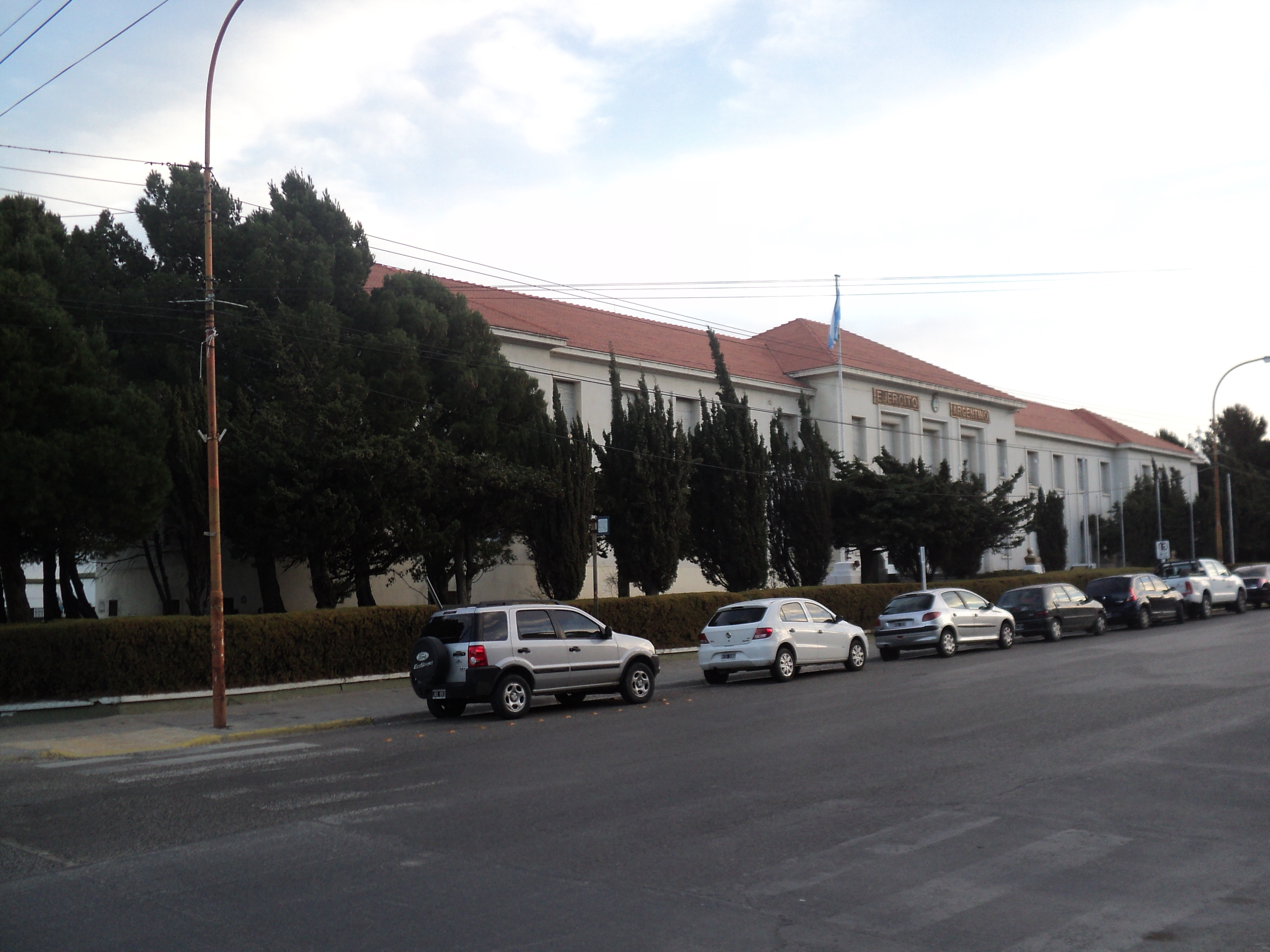
Edificio del Comando en pleno centro de la ciudad, originalmente pensado para albergar las oficinas administrativas de la Gobernación Militar de Comodoro Rivadavia. Luego de la desaparición de la gobernación se volvió la sede de la IX Brigada Mecanizada.

Al instalarse la capital de la gobernación en Comodoro Rivadavia, comienza el impulso a la ciudad en todos los planos, cuestiones por la que se había esperado más de cuarenta años: urbanización, tierras ganadas al mar, desarrollo económico, movilidad social, que transformaron a la ciudad en la más importante de Patagonia.
Se ejecutaron importantes obras públicas y de acción social, salud, educación y promoción de la cultura, mejorando la calidad de vida de sus habitantes. También, fue un periodo de promoción de empleo, atrayendo mano de obra para la actividad petrolera y la construcción.
El testimonio de un poblador de la época refleja el periodo de bienestar que la zona disfrutó:

Desde hacía algunos años venía bien la mano. Cuando nacimos en plena guerra  mundial y con el auge de la Gobernación Militar, vivir en Comodoro no estaba mal. En los campamentos, empezando por km 3, la cosa pintaba cien puntos, lo mismo que en Diadema Argentina, Astra y km 8

El plan de obras públicas, consistía en la creación de instituciones necesarias para el grado de desarrollo inicio en 1944 en donde se encontraba el “Chenque Chico”, un cerro que fue  desmontado por orden del general Ángel Solari, en aquel entonces comandante de la “Agrupación Patagonia”. El desmonte permitió la circulación libre por el centro de la ciudad y liberó un lugar estratégico para la radicación plena de tres instituciones claves como el Comando, la catedral y la escuela 83. En 1945 se alcanzó la concreción de la Cámara de Apelaciones y Juzgado -donde actualmente funciona la Escuela 769 ex ENET N.º 1-; en 1947 el primero de los colegios secundarios de la ciudad el Perito Moreno; acondicionamiento de la terminal de ómnibus y un hospital público regional. En 1949 inaugura un templo un nuevo y vital impulso, gracias al interés del General Armando Raggio surgido a fines de 1947 por la ausencia de un templo religioso acorde a la pujante capital. El ingeniero Martín fue el encargado de presentar un croquis general de la iglesia superior. Más tarde se convertiría este templo en la Catedral de San Juan Bosco. El 17 de septiembre de 1949 se finaliza el gasoducto que une y abastece la porción del país que va desde Comodoro  a Buenos Aires.

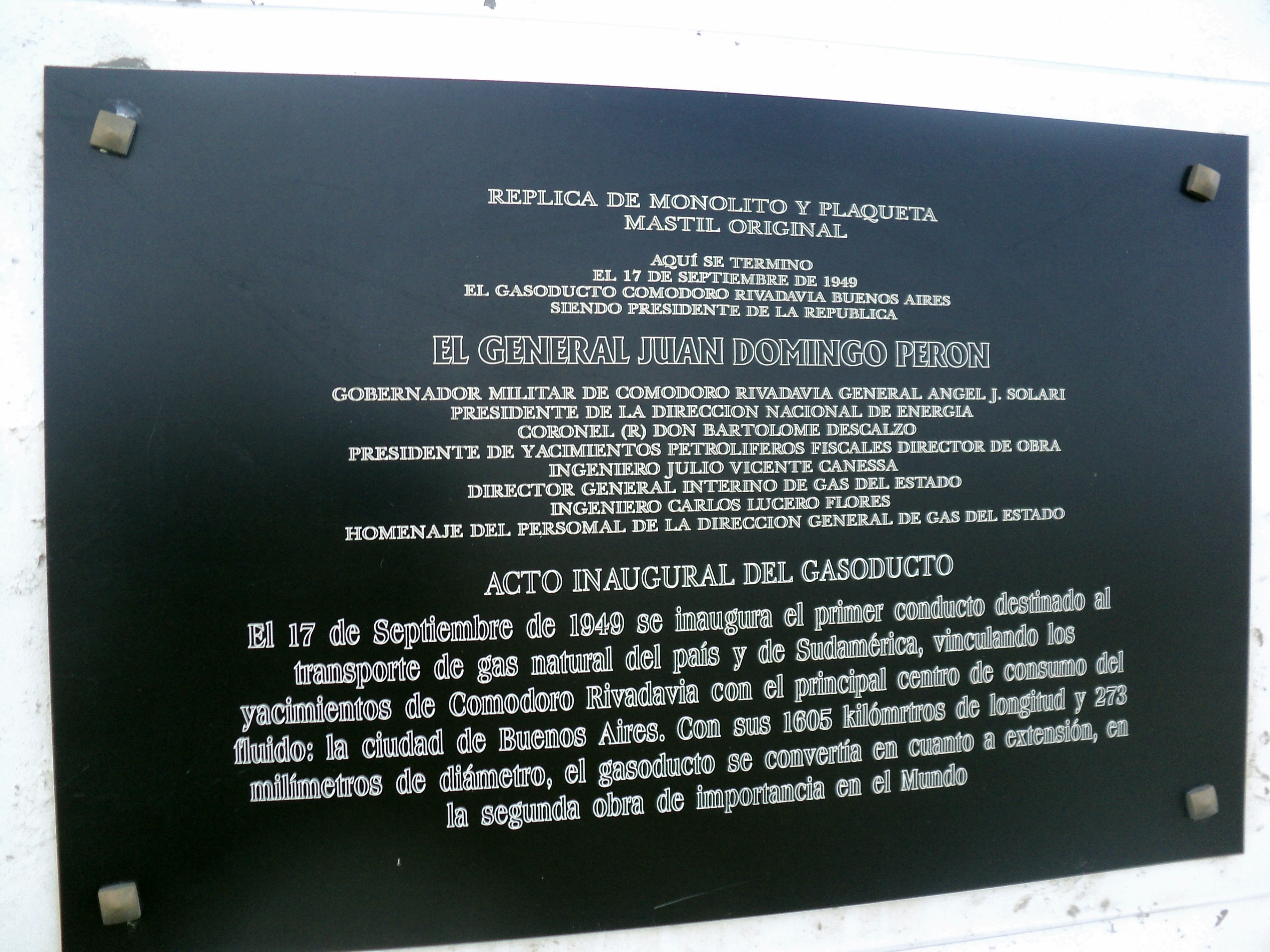
Placa conmemorativa que recuerda la apertura del gasoducto a cargo de Perón y el gobernador Solari.

En 1950 se termina de construir el comando, que originalmente contenía las oficinas administrativas de la exgobernación que luego serían trasladadas el 23 de septiembre de 1951, pasando a ser ocupado por el comando desde entonces.
En 1952 se inaugura el mercado regional, el lugar era muy concurrido para hacer compras de las más variadas con sus 32 puestos de ventas. Hoy en día aquí funciona el consejo deliberante.
Otras obras de gran relevancia fueron: la Escuela 24, el Museo Regional y el hogar escuela (hoy Liceo Militar General Roca).
Las demás localidades del territorio se vieron beneficiadas fueron Puerto Deseado, donde se ejecutó el edificio municipal y el matedero. En Sarmiento se edificó otra construcción que además del municipio tenía que contener a Juzgado de Paz y el Registro Civil. Varias localidades pudieron contar con las redes de energía eléctrica.
Uno de los legados más grandes y perdurables fueron gestiones para el gasoducto que uniría Comodoro Rivadavia con Buenos Aires. El 29 de diciembre de 1949, el presidente Juan Domingo Perón se encargó de inaugurar esta obra.
Por otra parte, los gobernadores se vincularon con la actividad privada y se convocó a la formación de actividades culturales, comerciales, deportivas y gremiales.

### Política y administración
Siendo el objetivo proteger y desarrollar a la ciudad de mayor población y desarrollo del momento en la región y la cuenca petrolífera que más aportaba en esos años a YPF, se procuró crear una provincia que bajo tutela del ejército estimule su desarrollo y el control del oro negro.
Una jugada estratégica fue, como lo muestra el mapa, crear los departamentos para organizar y desarrollar ciudades pocos pobladas en esos años. Río Mayo, Las Heras y otras localidades fueron cabeceras departamentales, hecho que hoy en día no es así, existiendo en su lugar el Departamento Río Senguer y el Departamento Deseado, respectivamente. Con el mismo objetivo se buscó desarrollar nuevas zonas y se creó el Departamento de Pico Salamanca, donde se pensaba fundar al menos una localidad, este departamento actualmente no existe, sus territorios hoy pertenecen al Departamento Escalante y su territorio aún sin poblarse, a excepción del caserío de Pampa Salamanca. La Villa Balnearia Rada Tilly fue fundada el 24 de julio de 1948, por la entonces Gobernación Militar a cargo del teniente general Julio Alberto Lagos, que además de esto tenía otros proyectos urbanos para poblar su joven territorio. Todo terminó con la Revolución Libertadora.

## Gobernadores

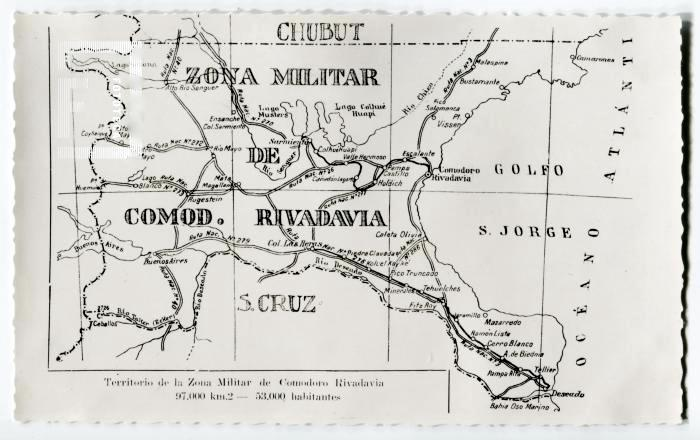
Mapa detallado de localidades y redes de comunicaciones de ruta y ferrocarriles en la Gobernación Militar. Uno de los objetivos de los gobernadores fue integrar todo el territorio con vías de acceso que aún hoy perduran.

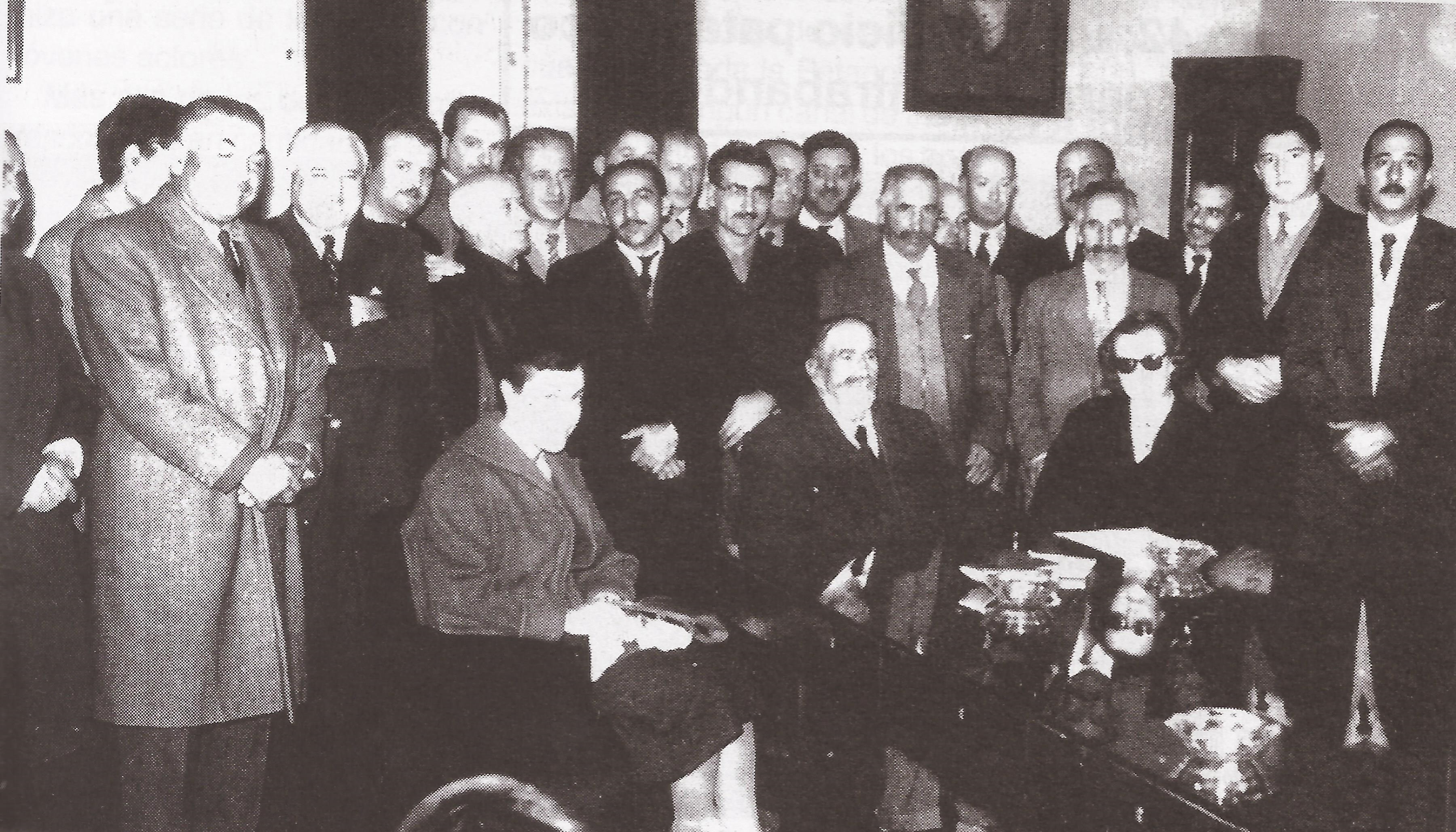
Reunión en la municipalidad de Comodoro Rivadavia, en mayo de 1957, para gestionar el pedido de que la ciudad sea la capital de la provincia del Chubut.

De acuerdo al decreto de la creación de la Zona Militar de Comodoro Rivadavia, el gobierno era ejercido por un oficial superior del Ejército Argentino, dictaminado por el Poder Ejecutivo Nacional. El decreto de la Gobernación rezaba:

El gobernador es la autoridad local superior encargada de respetar y velar por el cumplimiento de la Constitución Nacional, leyes nacionales, decretos y resoluciones emanadas del Poder Ejecutivo de la Nación.
Autor

El poder otorgado a este cargo político fue casi ilimitado y de un gran impacto para la ciudad especialmente desde el ámbito político, dado que eliminó toda autonomía. Contaba con la potestad de nombrar a los jueces de paz, comisionados municipales y a las comisiones de fomento. También, estaba autorizado «para requerir dentro de las 48 horas la comparecencia de todo funcionario civil que llegue a la Zona Militar para informarse acerca de los motivos de su presencia en la misma». Además, quien disponía a los que prestarían servicios como empleado civil de la administración de la Zona Militar. El Comando era el espacio físico donde se centralizaban todas las actividades. Este poder para nombrar autoridades municipales fue uno de los temas negativos dentro de la gobernación que restó autonomía a las municipalidades y comisiones de fomento. De esta forma, la vida política estuvo casi vedada; siendo de las principales preocupaciones ciudadanas.
Seis fueron las personas que ejercieron el cargo de gobernadores en el lapso de once años que duró la gobernación militar:
- General Ángel Solari: (31 de mayo de 1944 al 15 de noviembre de 1945).
- General Armando S. Raggio: (16 de noviembre de 1945 al 31 de diciembre de 1948).
- General Julio Alberto Lagos: (31 de diciembre de 1948 al 23 de junio de 1950).
- General Salvador M. Muller: (23 de junio de 1950 al 14 de noviembre de 1951).
- General Fernando J. Carlés: (14 de noviembre de 1951 al 14 de abril de 1953).
- General Ítalo H. Dell'Oro: (8 de mayo de 1953 al 28 de julio de 1955).

## Final y propuestas políticas
La finalización de esta gobernación llegó el 28 de junio de 1955, cuando el congreso decide la provincialización de distintos territorios nacionales, pero desconoce la Gobernación militar de Comodoro, adjudicando sus territorios a Santa Cruz y Chubut. La irrupción en el poder de la dictadura autodenominada Revolución Libertadora en septiembre de 1955 marcó el fin del gobierno constitucional del  presidente Juan Domingo Perón. Este lapso de casi 2 años donde los militares golpistas gobernaron, prometieron analizar detalladamente las provincializaciones. Surgieron propuestas e intentos para que el territorio o la capital comodorense no se pierda en corto período:
- Conservación de los límites de GMCR: con esta propuesta se intentaba provincializarla o mantenerla unos años más. La principal fuerza defensora vino de la «Federación Económica», debido a los perjuicios que sobrevendrían por la pérdida. Su propuesta fue la creación de la provincia del «Golfo San Jorge».

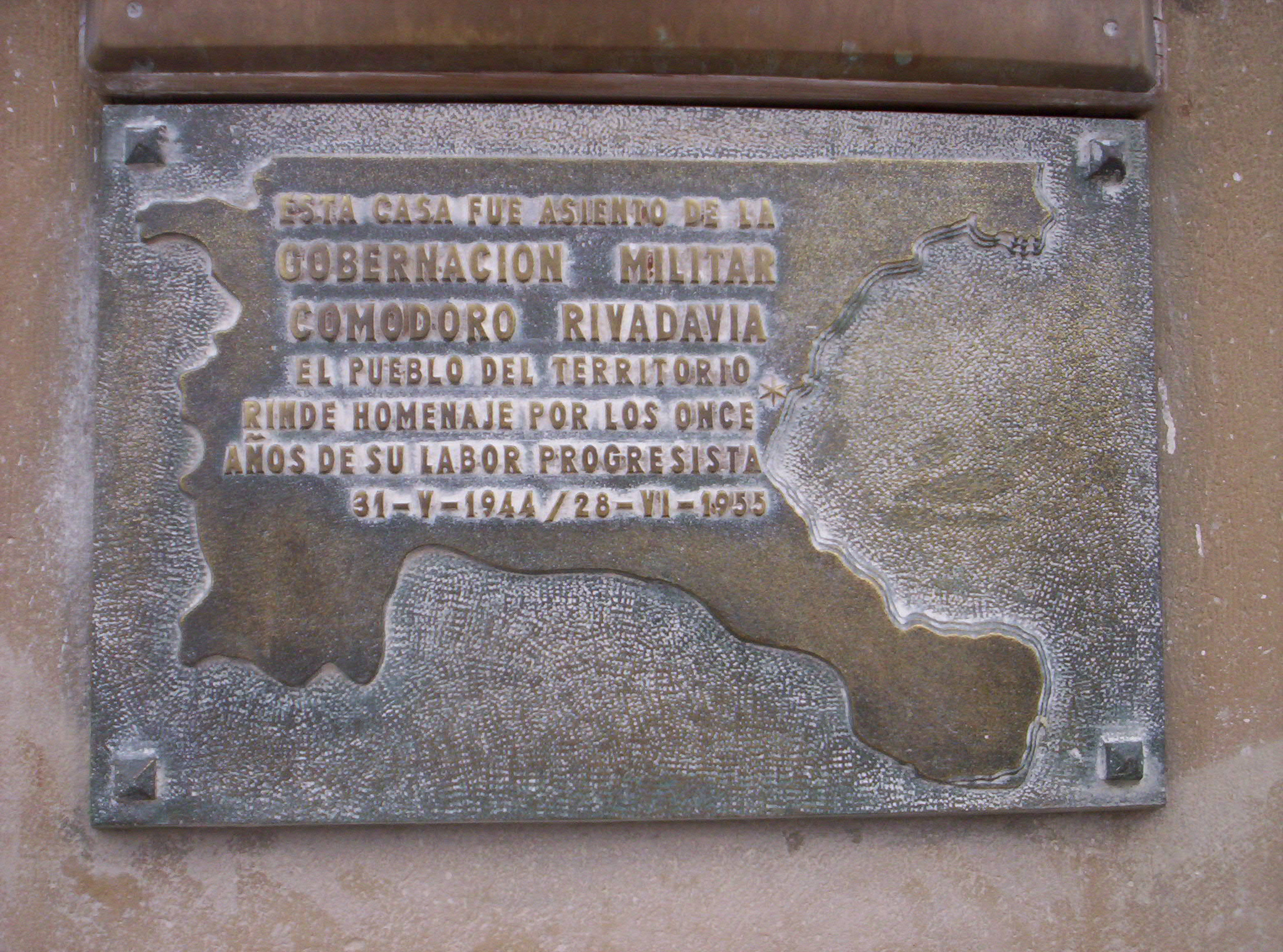
La antigua casa de la gobernación, hoy el juzgado letrado de primera instancia expone, en Comodoro, su tributo a la desaparecida gobernación militar.

- La antigua casa de la gobernación, hoy el juzgado letrado de primera instancia expone, en Comodoro, su tributo a la desaparecida gobernación militar.Ampliación de límites: otra propuesta fue mantener los límites sur y ampliar el norte hasta integrar todo el Territorio Nacional del Chubut. Su propugnante Federico Escalante:

Lo social, económico y sanitario gira en torno a Comodoro, la verdadera cabecera de la Patagonia central.

- Comodoro capital de Chubut: La última propuesta fue la que más fuerza tomó, dado que era la más viable, Comodoro debía ser capital de la naciente Chubut. Entre los principales actores que intercedieron en favor de Comodoro se cita a vecinos, políticos y a la CGT que en su defensa enumeró la armazón edilicia de la ciudad, las obras públicas de la ex gobernación y su desarrollo industrial.[14]

#### Resultado final
A pesar de que el gobierno militar revisó las provincializaciones que se dieron en el gobierno peronista; y que además surgieron diferentes propuestas para recuperar, totalmente o en parte, la zona militar, cosa que finalmente no ocurrió.
La pugna fue llevada al congreso, que analizó a fondo la última propuesta, por ser más razonable. La ciudad petrolera al exponer todo su desarrollo (el más grande de Patagonia en esos años), pensó que tendría la puja a su favor. Sin embargo, Rawson terminó ganando la puja por su historia ligada al pasado de capital del Territorio Nacional de Chubut y por su bajo desarrollo. De este modo, por ambas causas Rawson fue validada por el congreso  como capital con el objetivo de desarrollar la zona del valle de Chubut.

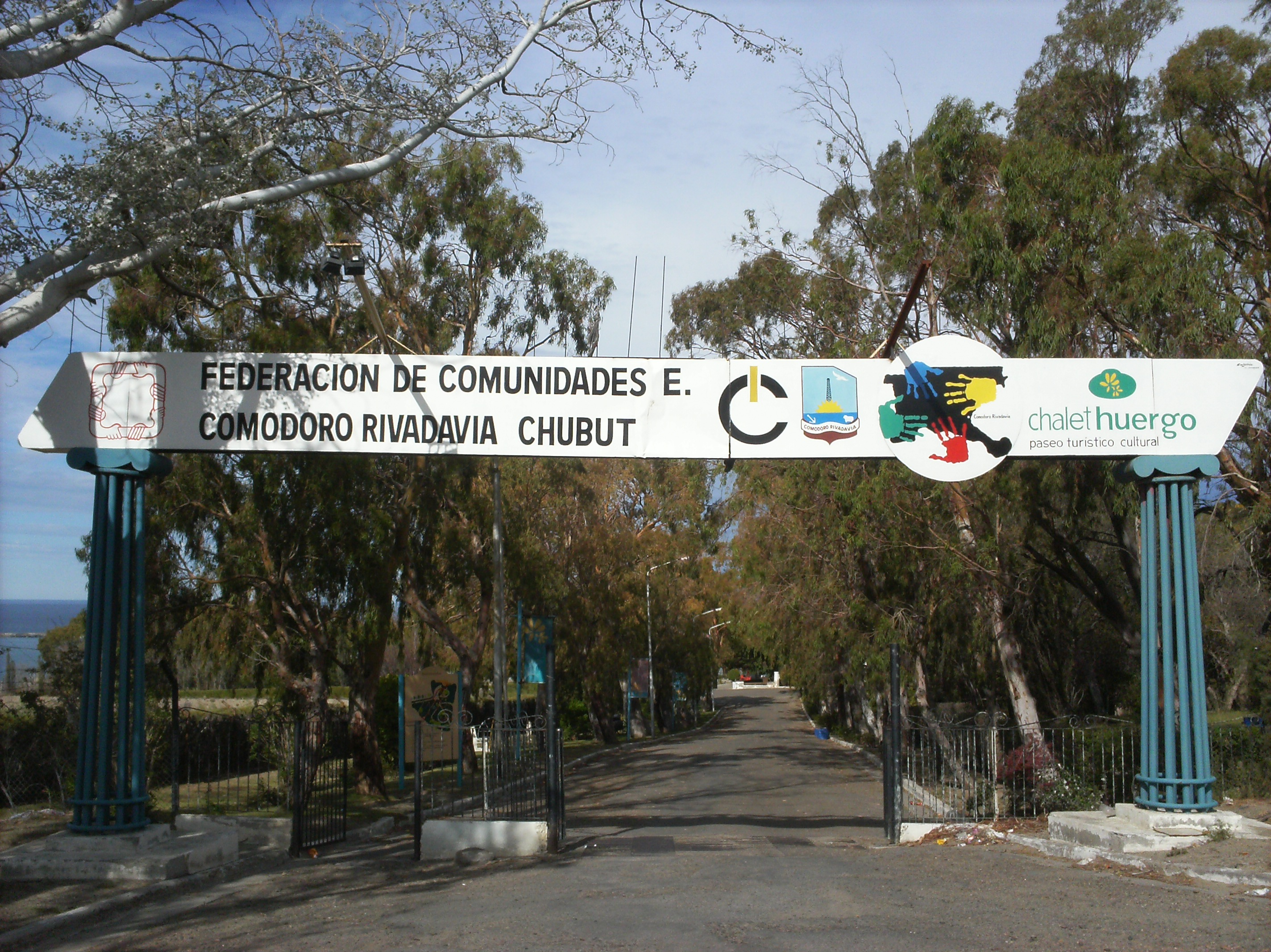
La entrada al paseo cultural Chalet Huergo, poco más de medio siglo después, la cultura comodorense aún recuerda la Gobernación Militar de Comodoro Rivadavia.

Un testimonio de la época refleja como reaccionó, en parte, la población comodorense y los cambios que se suscitaron:

«La fractura del 55 nos agarró en lo mejor de la  adolescencia, porque Bill Haley, Elvis Presley, Ray Conniff y los Panchos nos permitían creer en los romances de los asaltos, las salidas del colegio, la espera en la misa de once y ver el paso de las pupilas del Colegio de las Monjas hacia la  costanera ida y vuelta. 
Como era tradicional en esos tiempos, “la marchita” (en relación castrense) anunciaba cambios de rumbos, que afectaba o beneficiaba a nuestras familias. Nació el fruto de ese desequilibrio malsano que aún nos afecta».

## Legado
Comodoro a pesar de que perdió la oportunidad de ser cabecera de una provincia o tener una provincia alrededor de ella, conserva rasgos de este pasado de capital que supo ser. Posee infraestructura legada de la ex gobernación como distintos edificios públicos como el Hospital Regional; el sistema de justicia y sus edificaciones propias de una capital, delegaciones de secretarías o subsecretarias provinciales y nacionales; un área comercial única y servicios diversos que la hacen parecer toda una capital. Además, continúa intacta su excelente relación con las localidades cercanas a ella de Chubut y Santa Cruz que conformaron su territorio nacional.
Esta zona es llamada comúnmente «Zona Sur» y tiene a Comodoro a la cabeza. Lo más notorio es que desde el tiempo transcurrido del fin de la Gobernación, Comodoro continúa irradiando su influencia en todo el espacio del ex territorio, desempeñando su rol histórico de centro de servicios y de abastecimiento, en especial para la actividad petrolera, las explotaciones agropecuarias, y el turismo.

## Nacimiento del conflicto interno provincial
La desaparición de la Gobernación marca el comienzo de la eterna confrontación de «Zona Sur» (Comodoro Rivadavia, Rada Tilly, Sarmiento y localidades adyacentes) con el «Valle de Chubut» (Dolavon, Gaiman, Trelew y Rawson).
Comodoro sintió mucho la negativa a ser capital y condujo a un enfrentamiento que aún hoy no termina y que se verifica en distintos ámbitos. En tiempos actuales los comodorenses no olvidan que fueron y podrían ser capital provincial. Este conflicto induce a muchos comodorenses a no sentirse parte de la provincia y a no identificarse tanto con Chubut, sino más bien con su ciudad y zona cercana. Las ciudades de zona norte de Santa Cruz hoy tienen más puntos en común con Comodoro que con Río Gallegos, así como ocurre entre Comodoro y las poblaciones del Valle de Chubut. Todas estas localidades conforman una verdadera unidad productiva y cultural. Su desafío actual es que sus dirigentes se despojen de fundamentalismos estériles y busquen la manera de dejar atrás los límites geográficos y tracen una nueva frontera en la que estén incluidos los padecimientos, las historias, las necesidades y los reclamos comunes.
Luego de la creación de Chubut como provincia un testimonio de la época relata las consecuencias para la Zona Sur y la centralización de intereses en el valle:

Los diarios El Chubut, El Rivadavia y el tabloide “The Celestine Post” (TCP) – versión multilingüe de “El Celestino” entraron en una competencia feroz para representar a la provincia. La única coincidencia entre ellos era que debían declarar a Trelew, Rawson, Madryn, Esquel, Cajón de Cerveza Grande y Uzcudum áreas UGI, vale decir: Unidades Geoeconómicas Inviables.

## Galería

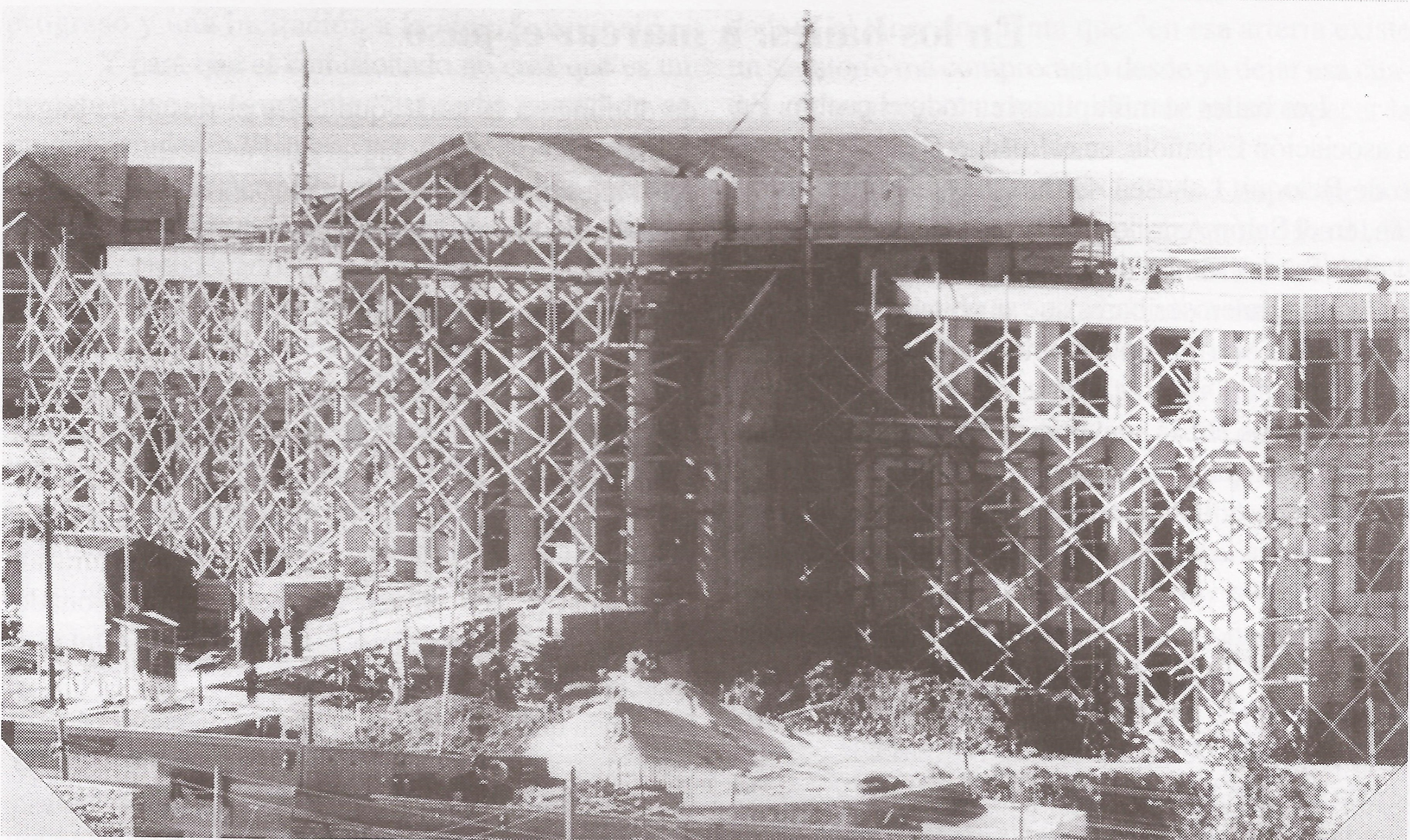
Construcción del edificio que debió ser para el Museo Regional Patagónico Profesor Antonio Garcés  y acabó como sede de la Gobernación Militar hacia 1951.
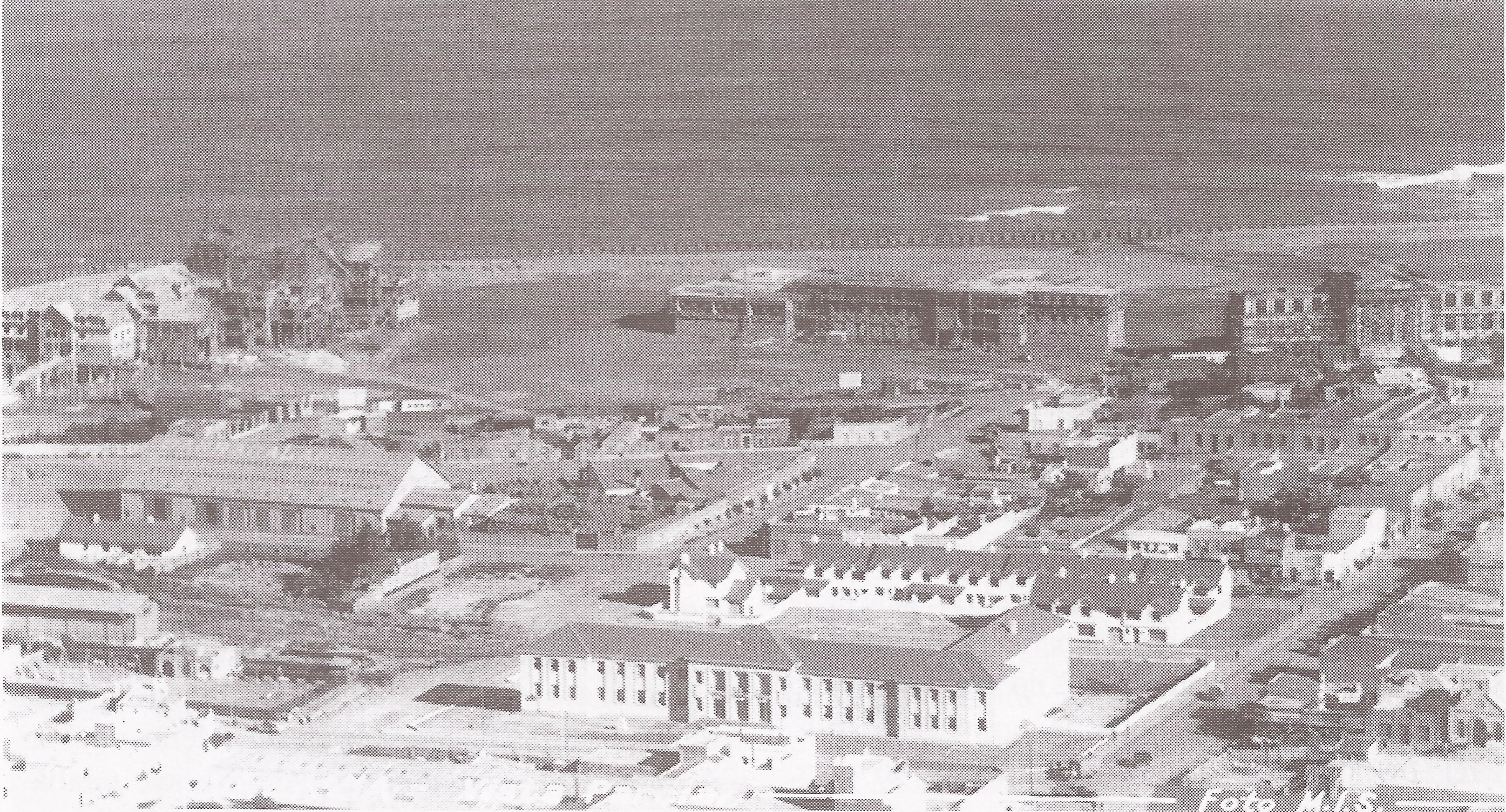
Obras de la Gobernación Militar de Comodoro Rivadavia. Son varios edificios públicos en construcción hacia 1950.
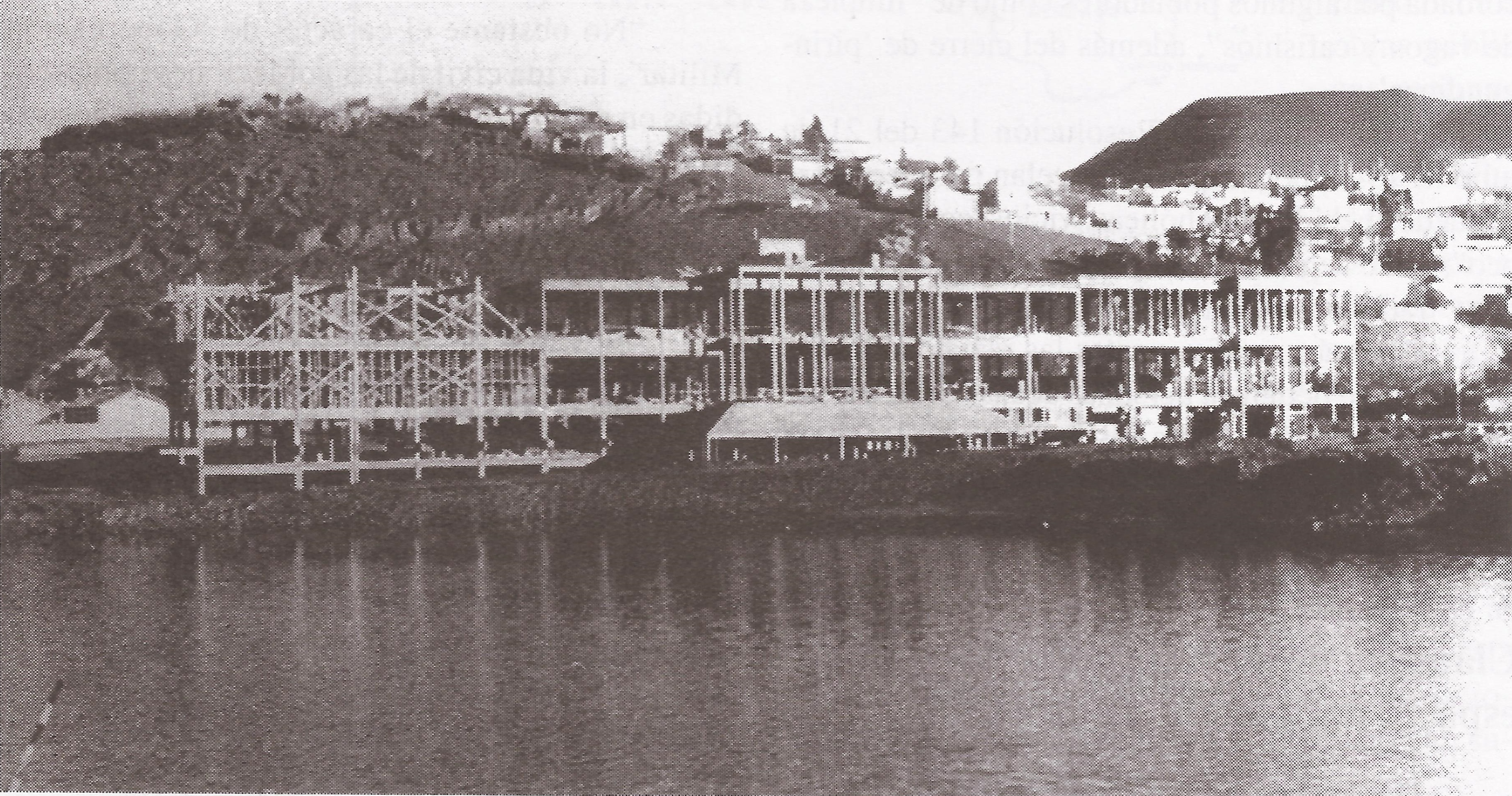
El edificio diseñado para el funcionamiento de los Tribunales y Cámara de Apelaciones de la Gobernación, luego de los años 1960 fue destinado como escuela técnica.
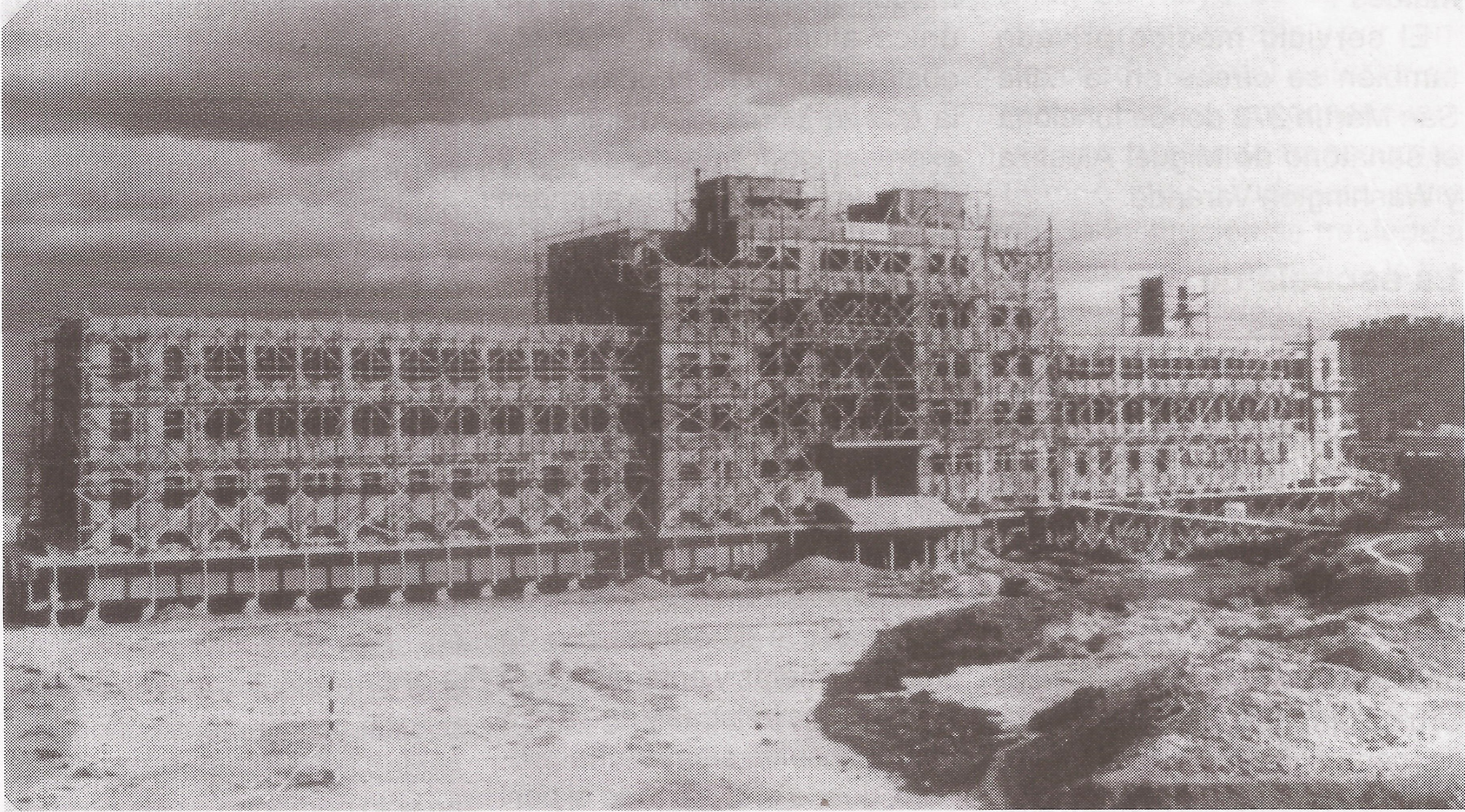
Hospital Zonal de Comodoro Rivadavia en construcción.
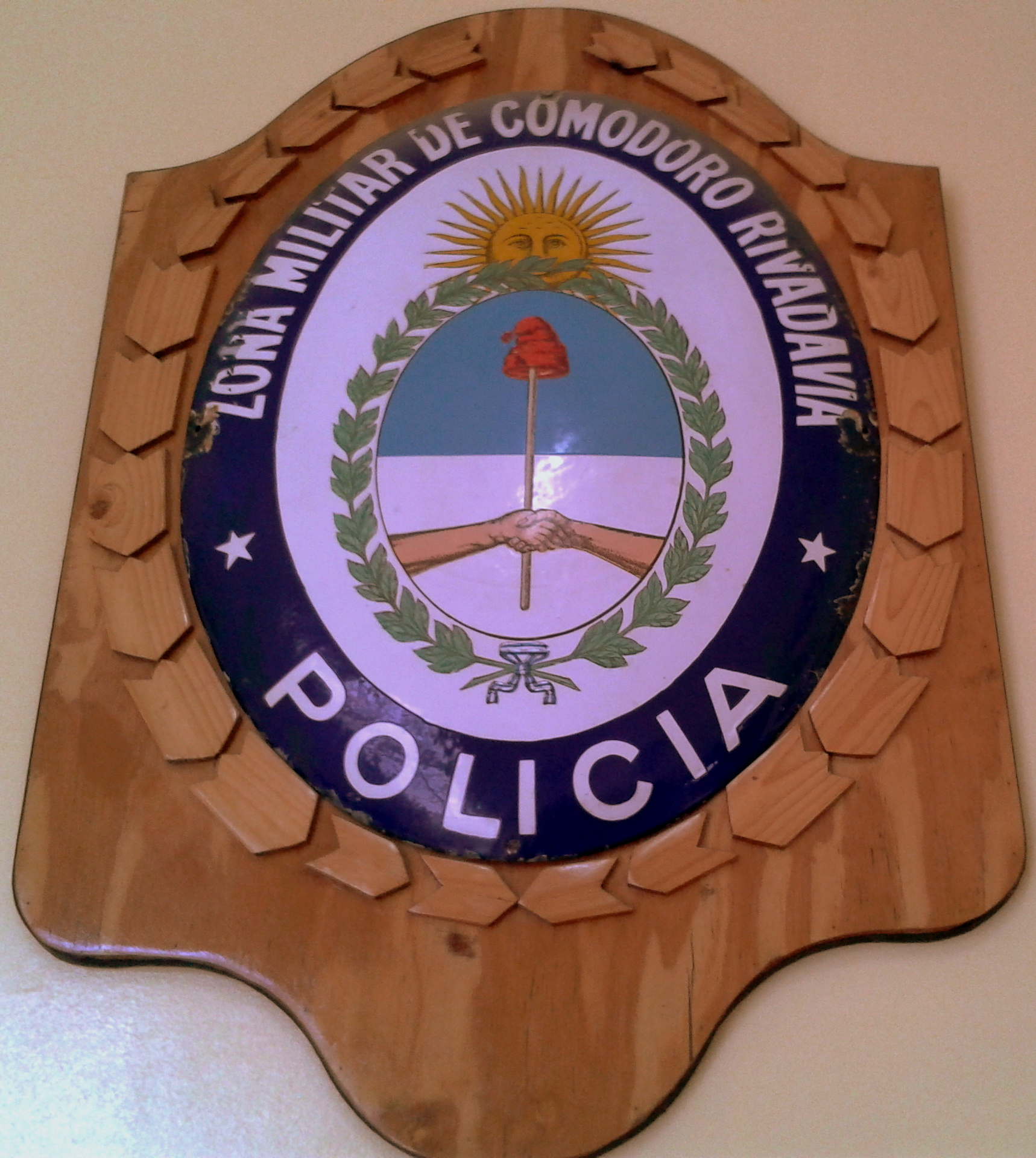
Antiguo escudo de la gobernación militar en la seccional 1ª de Comodoro Rivadavia.
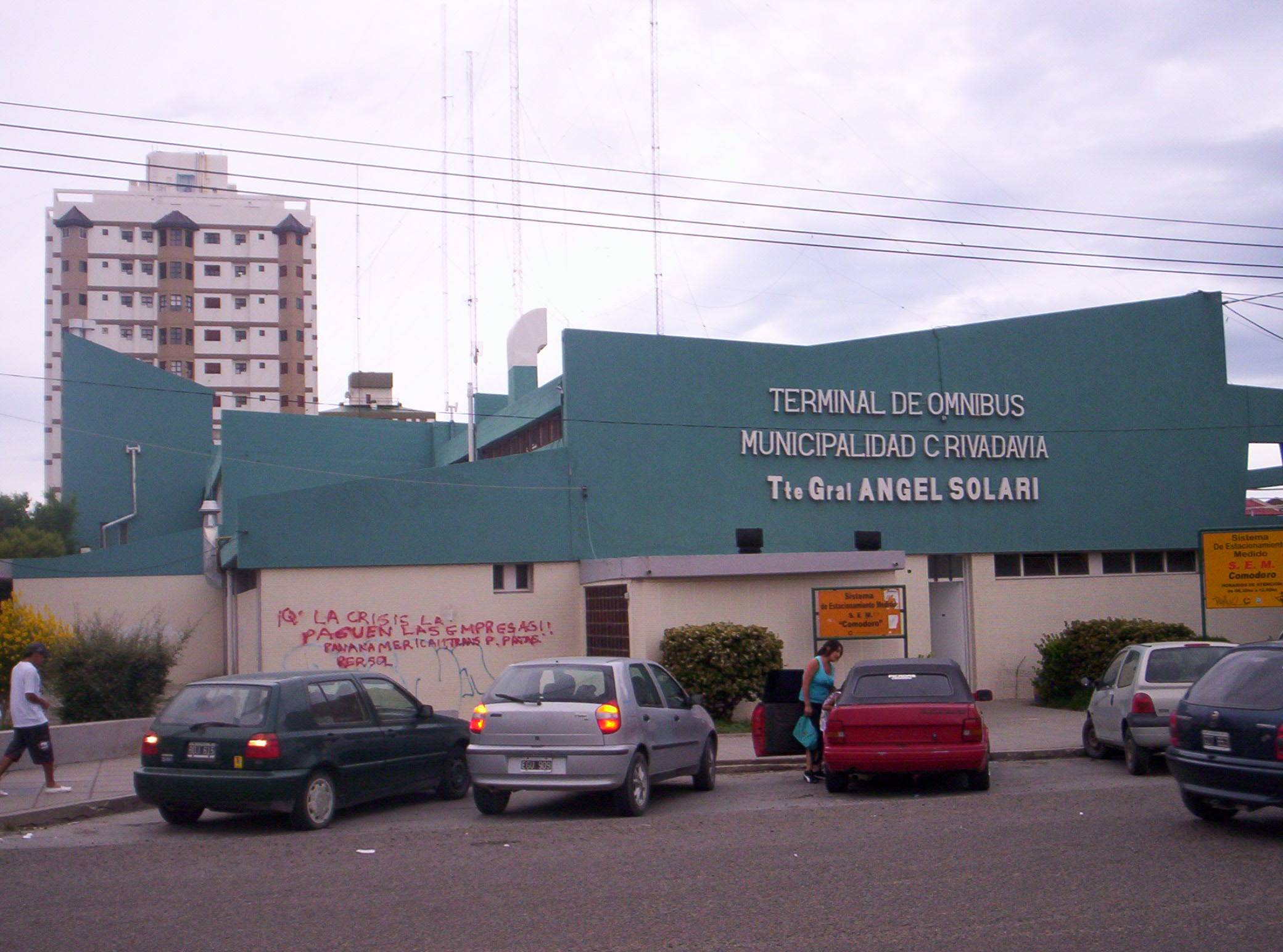
La terminal de Comodoro Rivadavia conmemora el nombre del ex gobernador militar Solari. También se lo recuerda en una importante avenida céntrica y en un barrio céntrico.